# Msiri
Msiri (Mwenda Msiri Ngelengwa Shitambi), död 1891, var kung av Yeke mellan 1856 och 1891.
Han grundade och var den enda monarken av kungariket Yeke i Katanga. Han handlade med koppar och elfenben samt med slavar för slavhandeln i Zanzibar via Tanganyikasjön till Swahilikusten, i samarbete med bland andra Tippu Tip.